# FK Kolubara
FK Kolubara (Servisch: ФК Колубара) is een Servische voetbalclub uit Lazarevac in het district Belgrado.
De club werd in 1919 opgericht en speelde in socialistisch Joegoslavië vooral in de regionale reeksen. Tussen 1983 en 1985 kwam de club uit op het tweede niveau. In de periode 1998 tot 2002 speelde de club op het tweede niveau van de Federale Republiek Joegoslavië en daarna van Servië. Na degradatie keerde de club daar in 2008 weer terug. In 2013 de degradeerde de club andermaal maar keerde een seizoen later weer terug op het tweede niveau. Ook tussen 2017 en 2019 speelde Kolubara op het derde niveau. In 2021 promoveerde de club na een tweede plaats voor het eerst naar de Superliga.

## Erelijst
- Srpska Liga Belgrado: 2008, 2014

Čukarički · 
FK IMT ·
Jedinstvo ·
Mladost Lučani · 
Napredak · 
Novi Pazar ·
OFK Beograd ·
Partizan · 
Radnički 1923 ·
Radnički Niš · 
Rode Ster · 
Spartak · 
Tekstilac ·
TSC · 
Vojvodina · 
Železničar